# Glycymeris undata
Glycymeris undata is een tweekleppigensoort uit de familie Glycymerididae. De wetenschappelijke naam werd in 1758 gepubliceerd door Carl Linnaeus in de tiende editie van Systema naturae.